# Tonnoiriella disneyi
Tonnoiriella disneyi är en tvåvingeart som beskrevs av Toni M. Withers 1997. Tonnoiriella disneyi ingår i släktet Tonnoiriella och familjen fjärilsmyggor. Inga underarter finns listade i Catalogue of Life.